# Pigadhisánoi
Pigadhisánoi (Pigadisanoi) är en ort i Grekland.   Den ligger i prefekturen Lefkas och regionen Joniska öarna, i den centrala delen av landet, 280 km väster om huvudstaden Aten. Pigadhisánoi ligger 410 meter över havet och antalet invånare är 157. Den ligger på ön Lefkas.
Terrängen runt Pigadhisánoi är huvudsakligen kuperad, men söderut är den bergig. Havet är nära Pigadhisánoi åt nordväst.  Närmaste större samhälle är Lefkáda, 8,2 km nordost om Pigadhisánoi. 